# I Treni
i Treni (fino al 1993 i Treni Oggi) è una rivista italiana di attualità e storia delle ferrovie e di modellismo ferroviario.
Pubblicata dalla società cooperativa Editrice Trasporti su Rotaie (ETR), esce con cadenza mensile.

## Storia
La rivista venne fondata nel 1980 da un gruppo di soci riuniti nella cooperativa ETR, proseguendo l'esperienza del periodico Italmodel Ferrovie, fondato da Italo Briano e pubblicato dal 1951 al 1979.

## Direttori
- Erminio Mascherpa (1980-2003[3])
- Vittorio Cervigni (2004[4]-2021[5])
- Marcello Zane (2022-)

## Collaboratori
Tra i suoi collaboratori si citano, oltre al direttore Erminio Mascherpa, Bruno Bonazzelli, Piero Muscolino e altri studiosi, tra cui Vittorio Mario Cortese del Politecnico di Torino e Pietro Ferrari del Politecnico di Milano e i dirigenti delle Ferrovie dello Stato Fabio Cherubini e Renzo Pocaterra. Tra gli autori che vantano una significativa produzione pubblicistica compaiono Adriano Betti Carboncini, Gian Guido Turchi e, tra i fermodellisti, Giuseppe Mutolo.
Diversi collaboratori dei primi anni della rivista, tra cui Giovanni Cornolò, Emilio Ganzerla, Angelo Nascimbene, Sergio Pautasso e Aldo Riccardi, diedero successivamente vita ad altre iniziative editoriali, tra cui le riviste Mondo ferroviario e Tutto Treno, con le filiazioni di quest'ultima (Tutto treno tema, Tutto treno & storia e Tutto treno modellismo).